# Либерийско-ливийские отношения
Либерийско-ливийские отношения — двусторонние дипломатические отношения между Либерией и Ливией.
История отношений этих двух стран в значительной степени основана на желании лидера Ливии Муаммара Каддафи сотрудничать с этой западноафриканской страной и его поддержке бывшего президента Либерии Сэмюэла Каньона Доу, а затем лидера повстанцев Чарльза Тейлора. Позже Каддафи разорвал отношения с Самуэлем Доу и поддержал свою повстанческую группу против него. Обе страны имеют посольства в своих столицах.

## История
Через несколько дней после государственного переворота в Либерии 1980 года, в результате которого было свергнуто правительство Уильяма Ричарда Толберта, ливийское правительство при Муаммаре Каддафи признало правительство лидера государственного переворота Сэмюэля Доу (тем самым став первой африканской страной, сделавшей это). Доу также получил приглашение от Каддафи посетить Триполи, что очень обеспокоило США. Однако эта дипломатическая радушность ливийского режима была встречена скептицизмом и подозрением со стороны Доу, который предположил, что Каддафи пытался ввести Либерию в сферу влияния Ливии в рамках своих панафриканских амбиций. Сообщается, что после переворота помощник госсекретаря США Ричард Мус вылетел в Либерию на чартерном самолёте с 10 миллионами долларов, чтобы убедить Доу не обращаться к Ливии за финансовой помощью. В итоге посольство Ливии в Монровии было закрыто, а его дипломаты высланы.
В интервью 1983 года Доу сказал: «Каддафи — человек, который, я думаю, хотел бы возглавить весь африканский континент, что невозможно сделать», добавив, что Каддафи дестабилизировал континент, спонсируя террористическую деятельность: «Каддафи платит террористам, доставляя взрывчатку в другие африканские страны, и, конечно же, мы в Либерии знаем об угрозе Каддафи, и мы очень осторожны по поводу этого». После того, как разразилась война между Ливией и Чадом, Доу отправил группу военных в Израиль для сбора разведданных о Ливии.
Движимый желанием сдержать Нигерию и неприязнью к Доу, Каддафи начал финансировать оппозиционные группы в Либерии, в том числе Национальный патриотический фронт Либерии Чарльза Тейлора — группу, члены которой проходили обучение по обращению с оружием в Ливии.

### Период Тейлора
После того как Чарльз Тейлор пришёл к власти в Либерии после завершения Первой гражданской войны, дипломатические отношения с Ливией были восстановлены. Лейтенант Тейлора, Мозес Бла, который тренировался с Тейлором в Ливии до гражданской войны, был назначен послом страны в Ливии. Самуэль Доки, бывший союзник Тейлора, который также тренировался в Ливии, назвал Тейлора «суррогатом Каддафи» и назвал его избрание «самой большой победой Каддафи в Африке».

### Современный период
С началом гражданской войны в Ливии Каддафи обратился к наёмникам из Африки к югу от Сахары, чтобы пополнить свои силы. Многие из этих ниёмников были либерийцами, ранее воевавшими с Чарльзом Тейлором. В апреле 2011 года Либерия в очередной раз разорвала отношения с Ливией. После выборов в Ливии 7 июля 2012 года 16 июля Либерия возобновила отношения с Триполи. В 2017 году возле посольства Ливии в Монровии прошла акция протеста с требованием улучшения обращения с африканскими мигрантами, задержанными в Ливии, и с обвинением страны в пытках и убийствах либерийцев.